# Faraglioni di Capri
I faraglioni di Capri sono tre formazioni rocciose posizionate a sud-est dell'isola omonima, famose in tutto il mondo grazie alla suggestiva e storica panoramica offerta dai giardini di Augusto.
Queste sporgenze sono identificate con tre nomi distinti: il primo (unito alla terraferma) è il Faraglione di Terra; il secondo, separato dal primo dal mare, è quello di Mezzo; mentre il terzo, proteso verso il mare, è il Faraglione di Fuori. Quest'ultimo è molto noto poiché è l'unico habitat della famosa lucertola azzurra.

## Storia
(Ferdinand Gregorovius)

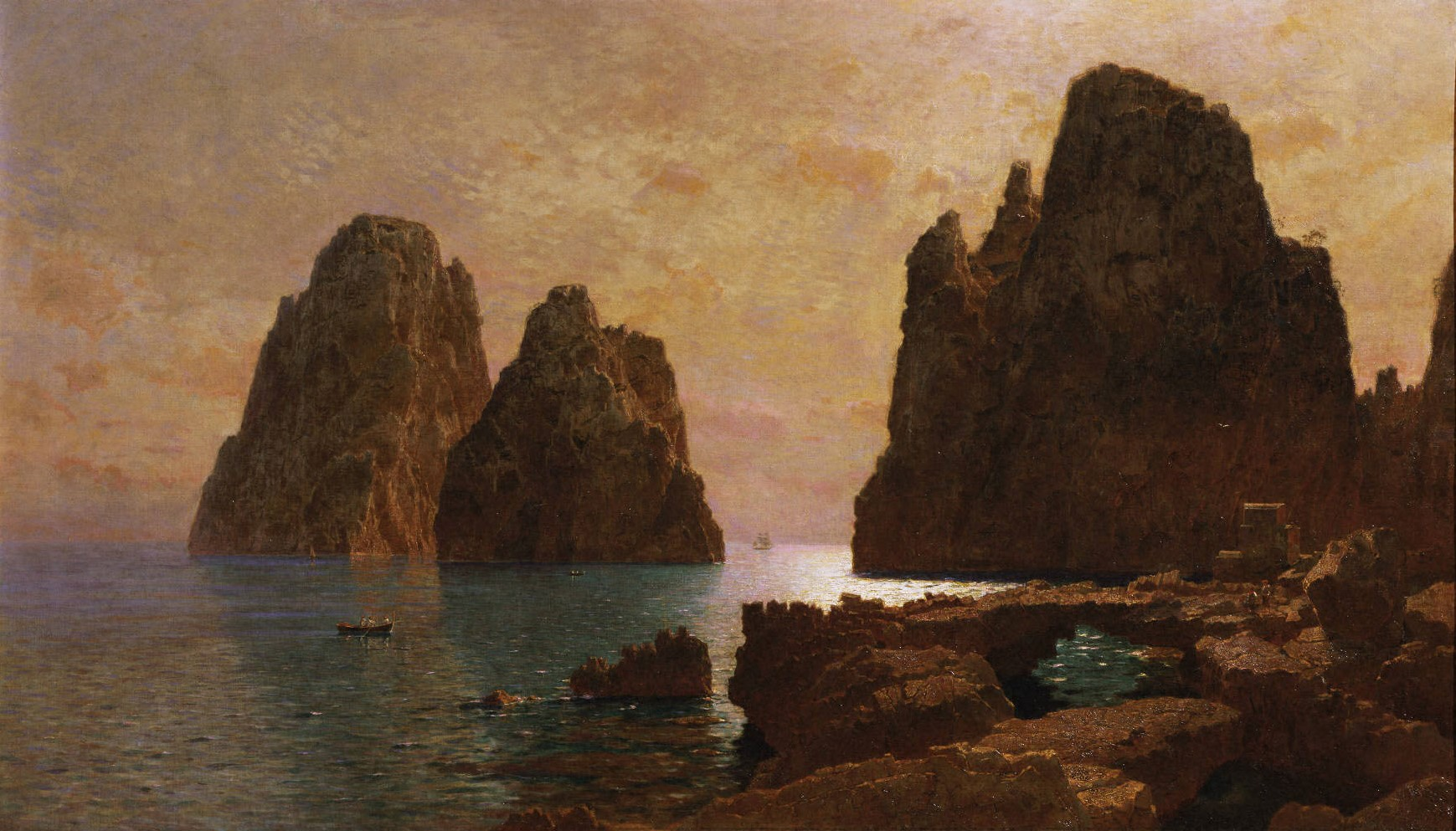
William Stanley Haseltine, Isle of Capri: The Faraglioni (circa 1870); olio su tela, 83x142 cm, Princeton University Art Museum

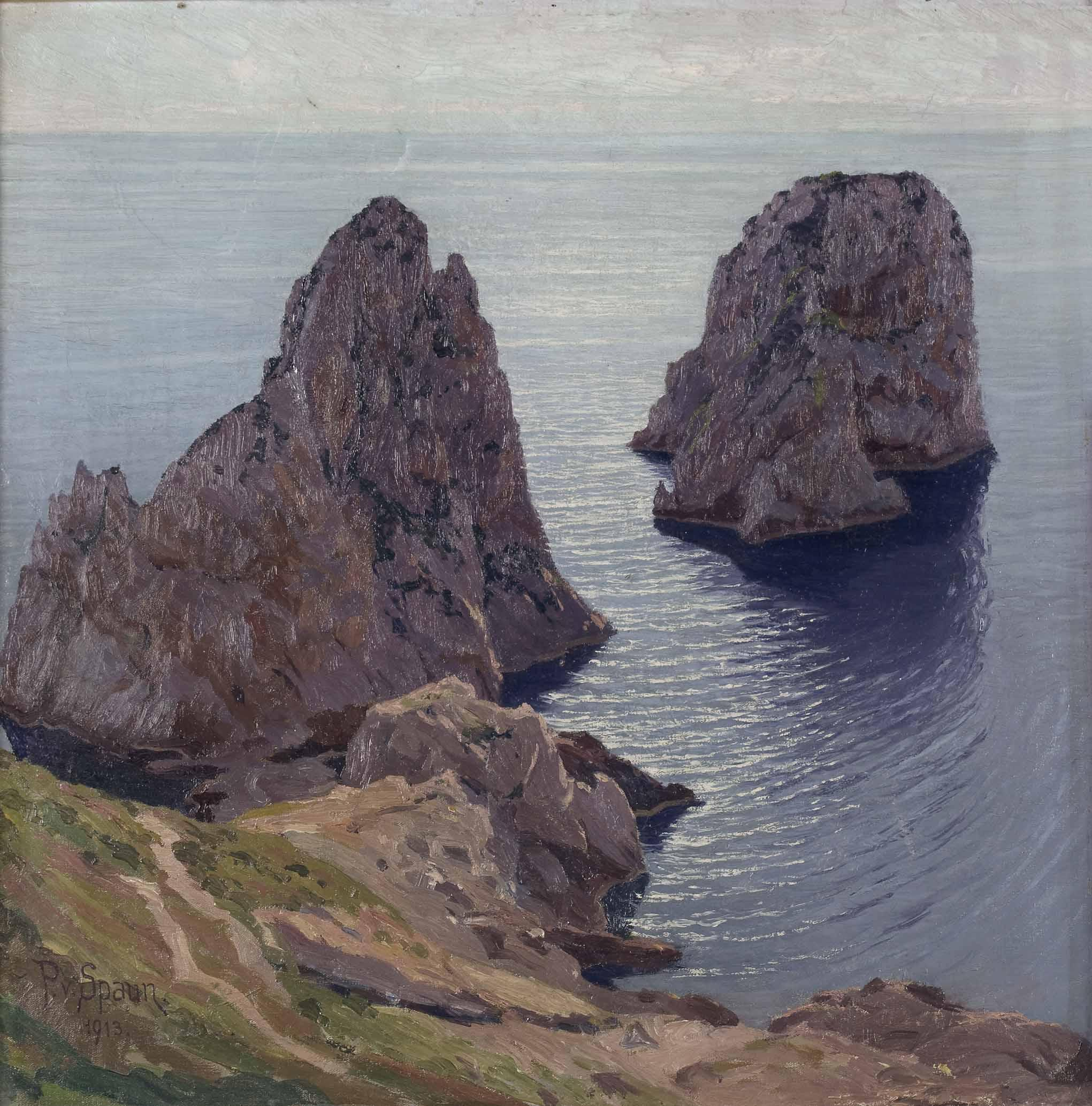
Paul von Spaun, Die Faraglioni-Klippen bei Capri (1913); olio su tela, 60x60 cm

Etimologicamente il nome deriva dal greco faros, che vuol dire faro. In età antica, infatti, sui monti e sulle rocce vicino alle coste, venivano accesi dei grandi fuochi durante le ore notturne, in modo da segnalare ai navigatori sia la rotta che eventuali ostacoli pericolosi per la navigazione stessa. Molto probabilmente i faraglioni ebbero la stessa funzione.
I Faraglioni dovevano far parte di un esteso sistema sotterraneo modellato dagli agenti esterni. I primi ad agire furono indubbiamente le acque carsiche, che hanno scavato la roccia fino a 15 metri sotto l'attuale livello del mare. A quest'evento seguirono innanzitutto un disfacimento della costa, che causò la distruzione delle cavità; dopodiché, l'abrasione marina e l'azione meccanica dei fenomeni atmosferici favorirono il crollo delle volte, dopo il quale vennero finalmente forgiate le forme attuali.
Con il consolidamento delle fortune turistiche di Capri nel XIX e XX secolo, i Faraglioni - assurti al vero e proprio stato di «monumenti naturali» - sono diventati il simbolo più iconico e conosciuto dell'isola. Immortalati in numerosissimi dipinti già nell'Ottocento (Joseph Rebell, Johan Christian Dahl, Albert Bierstadt, Karl Wilhelm Diefenbach, William Stanley Haseltine), con lo sviluppo del cinema e dei mezzi di comunicazione i Faraglioni figurarono anche in numerosissimi film, fra i quali i più celebri sono L'imperatore di Capri con Totò (1949) e Il secondo tragico Fantozzi, quando Paolo Villaggio, nei panni del celebre ragionier Fantozzi, facendo sci nautico, nel tentativo di passarvi attraverso, centra il faraglione in pieno, innescando un terremoto che giunge fino alla famosa Piazzetta.

## Descrizione
(Lancelot-Théodore Turpin de Crissé)

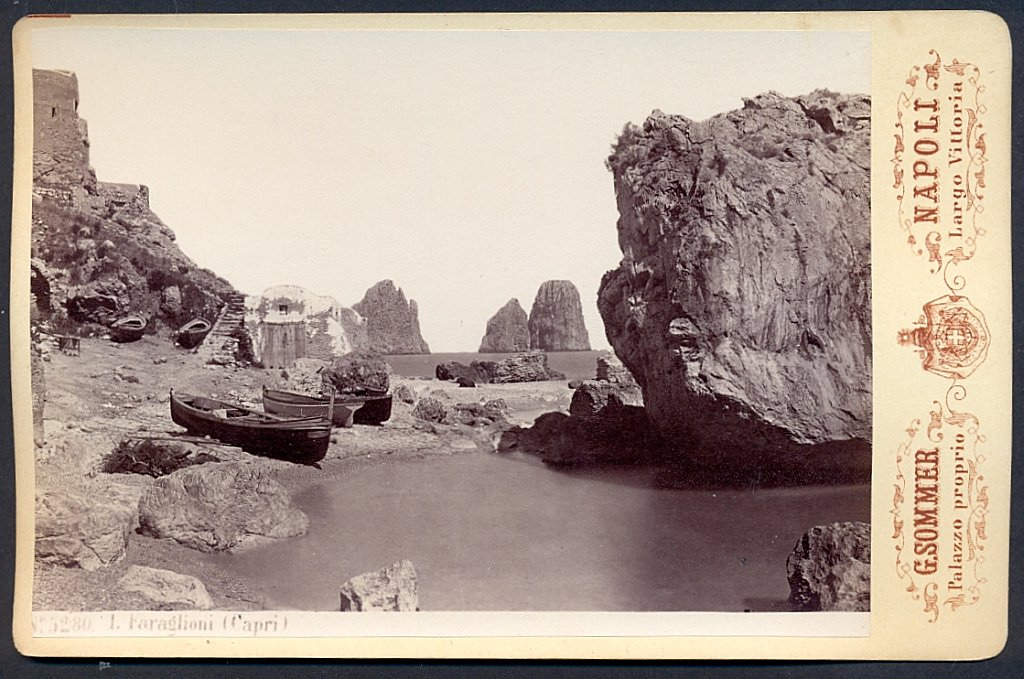
Giorgio Sommer, I Faraglioni (Capri)

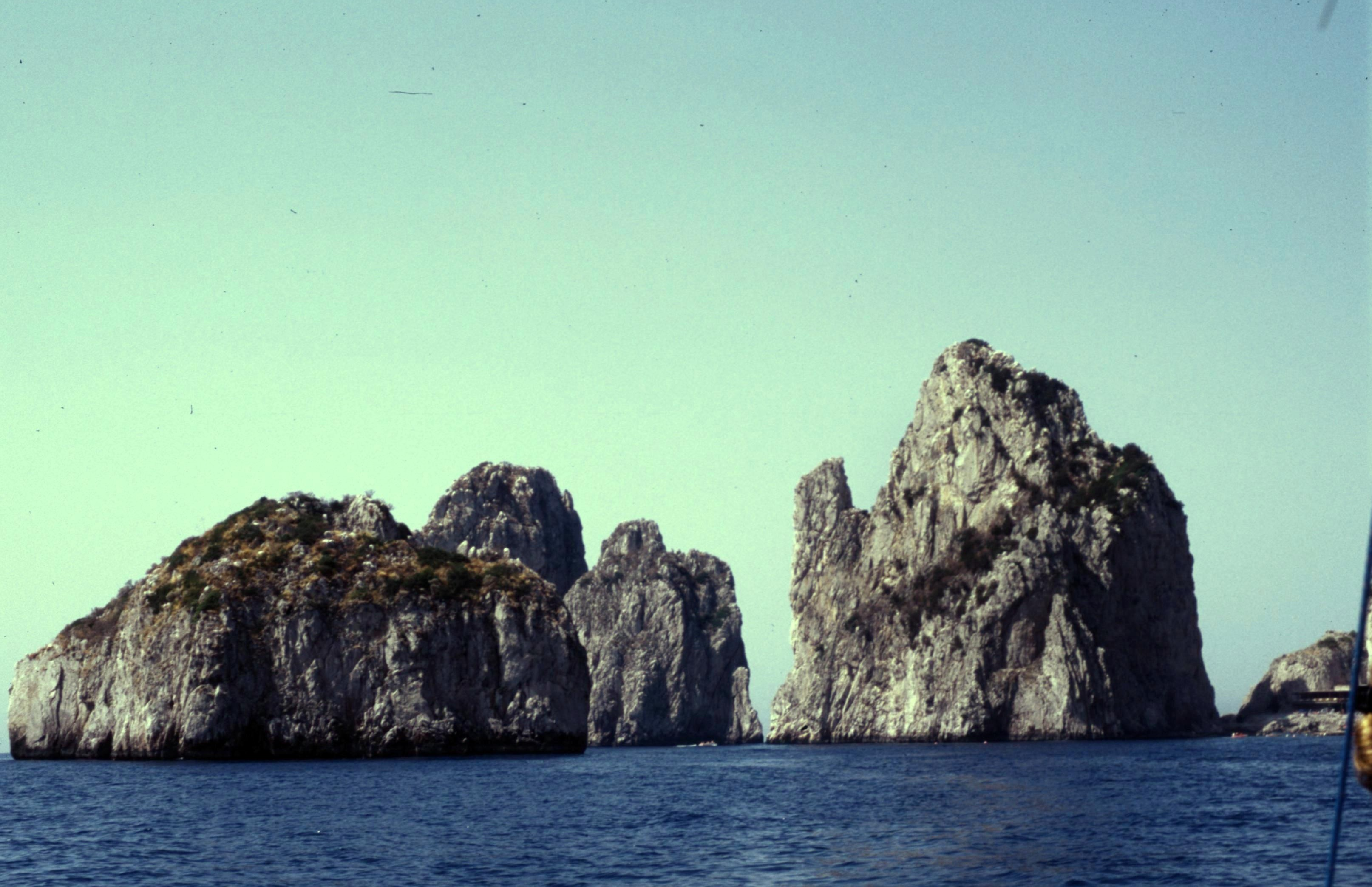
I Faraglioni visti da dietro; in primo piano si intravede lo scoglio del Monacone

Di seguito si riporta una disamina delle caratteristiche di ciascun Faraglione:
- Il Faraglione di Terra (o Stella)[8] è l'unico ancora unito alla terraferma (da un istmo di 4 metri) ed è fra i tre il più elevato, con i suoi 111 metri. Sul suo fianco sud-occidentale si apre una grotta di frattura, denominata «piccola grotta Azzurra» in virtù dell'intensa colorazione verde-azzurra assunta dalle sue acque, le quali filtrano la luce che entra nella cavità da una piccola soglia subacquea.
- Il Faraglione di Mezzo[9] raggiunge un'altezza di 81 metri ed è percorso al centro dal famoso «sottopassaggio», una galleria naturale lunga 58 metri e alta mediamente 13 che lo attraversa per intero.[10]
- Il Faraglione di Fuori (o Scopolo)[9], cioè promontorio sul mare, raggiunge un'altezza di 104 metri. È separato dal faraglione di Mezzo da uno stretto passaggio largo 8 metri e lungo 60 che prende il nome di «Saetta»; tale toponimo viene spesso utilizzato impropriamente per definire il Faraglione di Mezzo.[11] Proprio sul Faraglione di Fuori vive la famosissima lucertola azzurra.

In realtà esiste anche un'altra formazione rocciosa, chiamata scoglio del Monacone, che si erge al di dietro dei tre più noti. Il nome è da attribuirsi probabilmente ai bovi marini, una specie di foche che viveva nei pressi dello scoglio fino al 1904, anno in cui l'ultimo esemplare fu assassinato presso Palazzo a Mare. Sullo scoglio sono presenti dei resti di muratura romana, attribuiti senza alcun criterio ai resti della tomba dell'architetto di Augusto: Masgaba. Altre teorie, tuttavia, suggeriscono una funzione di vasche per salare il pesce, oppure addirittura un recinto per l'allevamento dei conigli, di cui anticamente il Monacone prosperava (prima dell'epidemia di peste che, secondo lo scrittore Norman Douglas, ne causò lo sterminio).

## Lalucertola azzurra
Il picco roccioso più esterno, il Faraglione di Fuori, è conosciutissimo per essere l'habitat della Podarcis siculus coeruleus, nome scientifico della lucertola azzurra. Questa specie viene resa unica dalla particolarissima colorazione bluastra che va dalla gola al ventre fino alla coda, venendo interrotta solo dalla pigmentazione nerastra presente sul dorso.
La lucertola azzurra è parente stretta di quella campestre, che invece vive sulla terraferma; da quando è avvenuto il distacco dei Faraglioni, tuttavia, se ne è discostata, assumendo per il fenomeno del mimetismo il colore blu del mare e del cielo.